# Höcksjön
Höcksjön är en sjö i Åtvidabergs kommun i Östergötland och ingår i Motala ströms huvudavrinningsområde. Sjön har en area på 0,0992 kvadratkilometer och ligger 84,9 meter över havet.

## Delavrinningsområde
Höcksjön ingår i det delavrinningsområde (645868-151143) som SMHI kallar för Utloppet av Vin. Medelhöjden är 92 meter över havet och ytan är 24,92 kvadratkilometer. Räknas de 3 avrinningsområdena uppströms in blir den ackumulerade arean 76,37 kvadratkilometer. Sviestadsån (Huseån) som avvattnar avrinningsområdet har biflödesordning 2, vilket innebär att vattnet flödar genom totalt 2 vattendrag innan det når havet efter 97 kilometer. Avrinningsområdet består mestadels av skog (57 procent) och jordbruk (14 procent). Avrinningsområdet har 4,05 kvadratkilometer vattenytor vilket ger det en sjöprocent på 16,2 procent.